# Fleur de ma ville
Pistes de Au cœur de la nuit
2000 Nuits La Laisse
Fleur de ma ville est une chanson du groupe Téléphone, composée par Jean-Louis Aubert. Devant initialement s'appeler Sweet heroïne, elle est rebaptisée sous pression de la maison de disques qui édite le groupe à l'époque, EMI. On peut l'entendre sur l'album Au cœur de la nuit.
La chanson évoque la relation du groupe à la drogue injectée :
« Fleur de ma ville, du sang sur tes épines, tu prends ce que j'ai(me) et chez toi tu les emmènes ».  
Les paroles semblaient trop directes si le titre originel était conservé, elles gardent un peu d'éphémère mystère avec le titre final, plus anonyme.  
Pourtant difficile de douter du sujet de ce morceau :
« Non, pas de veine pour celui qui l'aime », « Je l'accueillis à bras ouverts. Je ne savais pas qu'elle entrait jusque-là. »